# お茶の水 (千葉市)
お茶の水（おちゃのみず）は、千葉市中央区にある亥鼻城（千葉城）跡への都川からの入り口付近にある湧水井戸の跡。この井戸にまつわる伝承がいくつか残されている。

## 概要
源頼朝が千葉城に立ち寄った際に、千葉常胤がこの井戸から水を汲んでお茶を進めたら、殊の外賞味されたのでこの名があるとする説がある。また、徳川家康が鷹狩に来た際、喉を潤したとも言われる。
現在井戸は枯れているが、水道水が引かれ記念碑が建てられている。

## 施設
亥鼻城跡（千葉市立郷土博物館）

## 所在地
千葉県千葉市中央区亥鼻

## 交通
- 千葉都市モノレール県庁前駅下車　徒歩13分